# Марко Дельвеккіо
Марко Дельвеккіо (італ. Marco Delvecchio, * 7 квітня 1973, Мілан) — колишній італійський футболіст, нападник. По завершенні ігрової кар'єри — футбольний тренер.
Як гравець насамперед відомий виступами за клуб «Рома», а також національну збірну Італії.
Чемпіон Італії. Володар Суперкубка Італії з футболу.

## Клубна кар'єра
Вихованець футбольної школи клубу «Інтернаціонале». Дорослу футбольну кар'єру розпочав 1991 року в основній команді того ж клубу, в якій провів один сезон, взявши участь лише у 4 матчах чемпіонату.
Згодом з 1992 по 1995 рік грав у складі команд клубів «Венеція», «Удінезе» та, знову на нетривалий час, «Інтернаціонале».
Своєю грою за останню команду привернув увагу представників тренерського штабу клубу «Рома», до складу якого приєднався 1995 року. Відіграв за «вовків» наступні десять сезонів своєї ігрової кар'єри. Більшість часу, проведеного у складі «Роми», був основним гравцем атакувальної ланки команди. За цей час виборов титул чемпіона Італії.
Протягом 2005—2007 років захищав кольори клубів «Брешія», «Парма» та «Асколі».
Завершив професійну ігрову кар'єру у клубі однієї з регіональних ліг Італії «Пескаторі», за команду якого виступав протягом 2008—2009 років.

## Виступи за збірні
Протягом 1992—1993 років залучався до складу молодіжної збірної Італії. На молодіжному рівні зіграв у 27 офіційних матчах, забив 7 голів.
1998 року дебютував в офіційних матчах у складі національної збірної Італії. Протягом кар'єри у національній команді, яка тривала 7 років, провів у формі головної команди країни 22 матчі, забивши 4 голи. У складі збірної був учасником чемпіонату Європи 2000 року у Бельгії та Нідерландах, де разом з командою здобув «срібло», чемпіонату світу 2002 року в Японії і Південній Кореї.

## Кар'єра тренера
Розпочав тренерську кар'єру невдовзі по завершенні кар'єри гравця, 2010 року, розпочавши роботу в одній з дитячих футбольних шкіл.

## Статистика виступів

### Статистика клубних виступів
| Сезон             | Клуб              | Чемпіонат | Чемпіонат | Чемпіонат |
| Сезон             | Клуб              | Ліга      | Ігор      | Голів     |
| ----------------- | ----------------- | --------- | --------- | --------- |
| 1990–91           | «Інтернаціонале»  | A         | -         | -         |
| 1991–92           | «Інтернаціонале»  | A         | 4         | 0         |
| 1992–93           | «Венеція»         | B         | 20        | 3         |
| 1993–94           | «Удінезе»         | A         | 7         | 0         |
| 1994–95           | «Інтернаціонале»  | A         | 29        | 4         |
| 1995-1995         | «Інтернаціонале»  | A         | 4         | 0         |
| 1995–96           | «Рома»            | A         | 24        | 10        |
| 1996–97           | «Рома»            | A         | 27        | 4         |
| 1997–98           | «Рома»            | A         | 27        | 7         |
| 1998–99           | «Рома»            | A         | 31        | 18        |
| 1999–00           | «Рома»            | A         | 28        | 11        |
| 2000–01           | «Рома»            | A         | 31        | 3         |
| 2001–02           | «Рома»            | A         | 27        | 2         |
| 2002–03           | «Рома»            | A         | 16        | 4         |
| 2003–04           | «Рома»            | A         | 16        | 3         |
| 2004-2005         | «Рома»            | A         | 4         | 0         |
| 2005              | «Брешія»          | A         | 5         | 0         |
| 2005–06           | «Парма»           | A         | 8         | 1         |
| 2006–07           | «Асколі»          | A         | 10        | 2         |
| 2008–09           | «Пескаторі»       | рег.      | 35        | 34        |
| Усього за кар'єру | Усього за кар'єру |           | 352       | 107       |

## Титули і досягнення
- Чемпіон Італії (1):

«Рома»: 2000–01
- Володар Суперкубка Італії з футболу (1):

«Рома»: 2001
- Чемпіон Європи (U-21): 1996
- Віце-чемпіон Європи: 2000